# 李庭芝
李庭芝（1219年—1276年），字祥甫。随州（治今湖北随州市）人。南宋后期政治人物。

## 生平
1234年，金朝滅亡，襄、漢一帶遭受战争，李家又徙居隨州。淳祐初（1241年）為進士，仍入孟珙幕府主管机宜文字；开庆元年（1259年）主管两淮制置司事，在扬州招抚流亡，恢复盐业生产；度宗时任京湖制置大使，援襄阳；后襄阳失守，被贬官，后复任淮东制置使。蒙古大軍南侵時，統屬兩淮（今江蘇省），為南宋軍督師。後來宋端宗封他為左丞相領淮東制置使，領兵抗擊蒙古大軍。李庭芝於擔任淮東制置使期間，竭力堅守，軍民一心，卻敵防禦蒙古军數役，谢太后两次下诏劝降，他射杀使者，坚决拒绝；終至糧絕失援，與忠臣姜才一起转战到泰州，拟突围入海，为蒙古军所俘，牺牲。

## 延伸阅读
[在维基数据编辑]
 《宋史·卷421》，出自脱脱《宋史》